# Des ersten Kaisers liebstes Spiel
Des ersten Kaisers liebstes Spiel (chinesisch 始皇帝的遊戲 / 始皇帝的游戏, Pinyin Shǐhuángdì de yóuxì) ist eine Science-Fiction-Kurzgeschichte des chinesischen Schriftstellers Ma Boyong, zuerst veröffentlicht unter dem alternativen Titel Emperor Qin Shihuangs's Holiday (秦始皇的假期) auf Douban am 30. März 2011 und später in Ninth Zone: Game (第九区：游戏) im Januar 2016. Eine deutsche Übersetzung von Karin Betz erschien am 9. März 2020 in der Anthologie Zerbrochene Sterne, herausgegeben vom Heyne Verlag.

## Handlung
Qin Shihuangdi (in der Kurzgeschichte bezeichnet als Qin Shihuang), der erste Kaiser von China, spielt in einer alternativen Welt, in welcher die von ihm begründete Qin-Dynastie (221–207 v. Chr.) bereits moderne Technologien kennt (und etwa die lange Mauer stattdessen eine große Firewall ist), leidenschaftlich gerne Computerspiele. Bei Civilization ist er jedoch zu kriegslüstern und bringt sein eigenes Volk gegen sich auf, bei Call of Duty ärgert er sich zu sehr über die nie enden Angriffe. Bei einem Ausflug wird der Wagen von Qin Shihuangdi von einem anfliegenden Eisenhammer zerstört, fortan ist ihm Angry Birds zuwider. Bei der Suche nach einem ganz neuen Spiel bezahlt Qin Shihuangdi einen Händler mit einer nach Penglai (Stadtbezirk der Küstenstadt Yantai in der Shandong-Provinz) geschickten Flotte an Schätzen. Während Qin Shihuangdi sich bereits freut, verrät ihm ein Berater, den Namen des von ihm gekauften Spiels herausgefunden zu haben: Duke Nukem Forever

## Kritik
Gary K. Wolfe schreibt im Locus Magazine, dass die Kurzgeschichte die lustigste in Zerbrochene Sterne sei („funniest story in the book“). Hinter den Witzen sei es jedoch beeindruckend wie einsichtsvoll Ma Boyong die tatsächlichen historischen Ereignisse in die Welt der Videospiele überführt. („What’s more fascinating, once you get beyond the jokes, is how insightfully Ma Boyong manages to map actual historical strategies onto the gaming template.“)